# Hymenocoris
Hymenocoris is een geslacht van wantsen uit de familie van de Enicocephalidae. Het geslacht werd voor het eerst wetenschappelijk beschreven door Uhler in 1892.

## Soorten
Het genus bevat de volgende soorten:

- Hymenocoris brunneocephalus Wygodzinsky & Schmidt, 1991
- Hymenocoris formicinus Uhler, 1892
- Hymenocoris hintoni Kritsky, 1978